# Festival de l'Imaginaire
Le Festival de l'imaginaire présente les pratiques de rites ou cérémonies du monde entier, qu'ils soient sous forme de chant, de théâtre, de musique, etc.  Il permet la découverte du patrimoine culturel immatériel, notamment celui protégé par l'UNESCO.

## Historique
Le festival est né en 1997 et est organisé par la Maison des cultures du monde. Il reprend la suite du Festival des arts traditionnels de Rennes (1974-1982), initié par Chérif Khaznadar. Le Festival a été dirigé par Chérif Khaznadar de 1997 à 2006 , par Arwad Esber de 2007 à 2017 et par Séverine Cachat de 2017 à 2021.

## Programmation

### Édition 2003
Elle a eu lieu du 24 février au 6 avril.
Pratiques présentées :
- Topeng de Bali
- musiques et danses des Hmong
- Danse Ekonda de la République démocratique du Congo
- Marionnettes Ningyo Johruri Bunraku du Japon
- concert de Kong Nay du Cambodge

### Édition 2004
Elle a eu lieu du 3 mars au 4 avril.
Pratiques présentées :
- Théâtre Kyôgen du Japon
- concert de Tabla tarang d'Inde

### Édition 2005

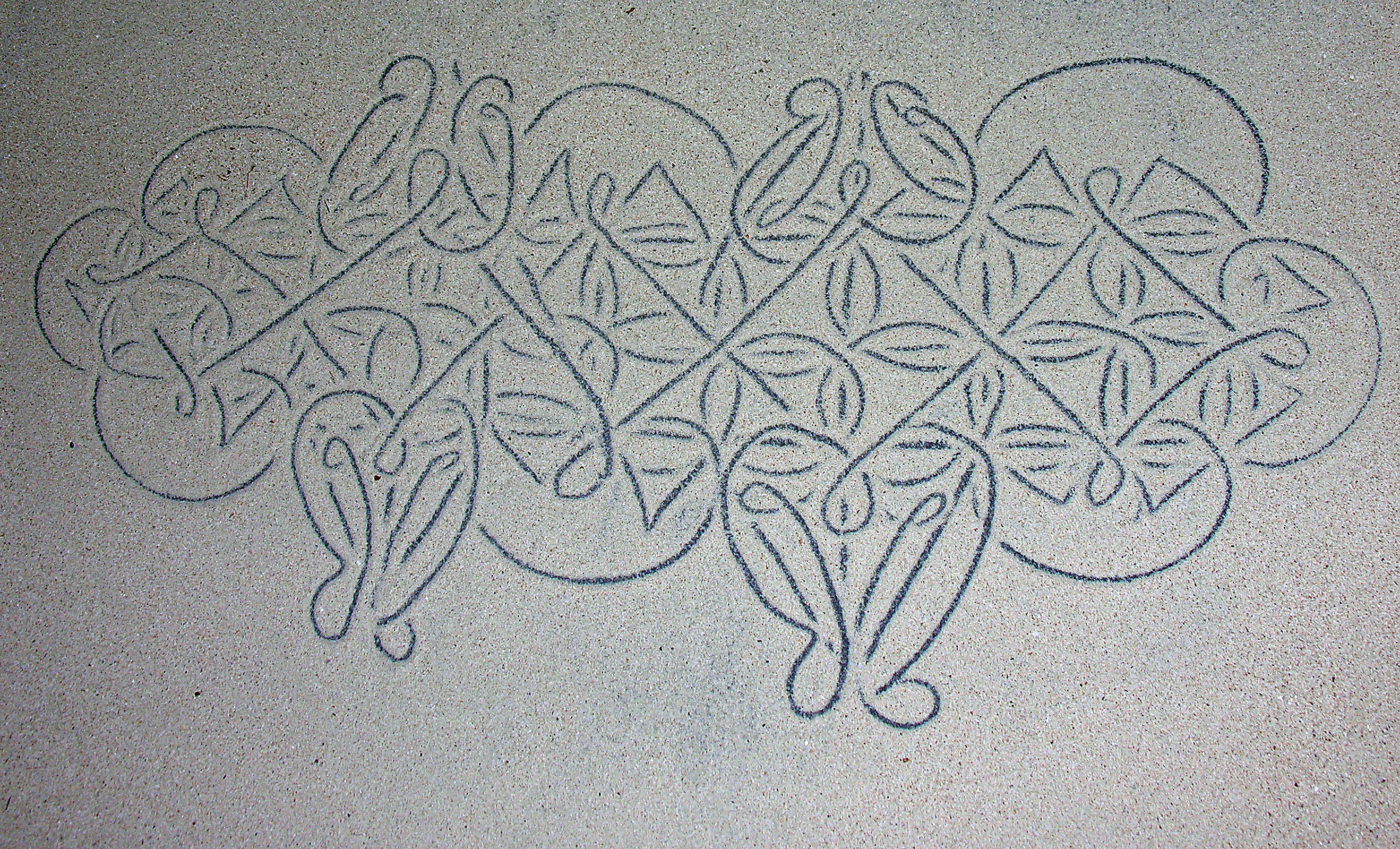
Dessin sur sable des Vanuatu

Elle a eu lieu du 8 mars au 17 avril.
Pratiques présentées :
- musique Fado par Maria Ana Bobone
- musique Maqâm du Xinjiang

### Édition 2006
Elle a eu lieu du 23 février au 9 avril.
Pratiques présentées :
- Musique Acholi d'Ouganda
- Danse bissu d'Indonésie
- Dessins sur le sable de Vanuatu
- Marionnette sur l'eau du Viêt Nam
- Chants ae ae de Nouvelle-Calédonie

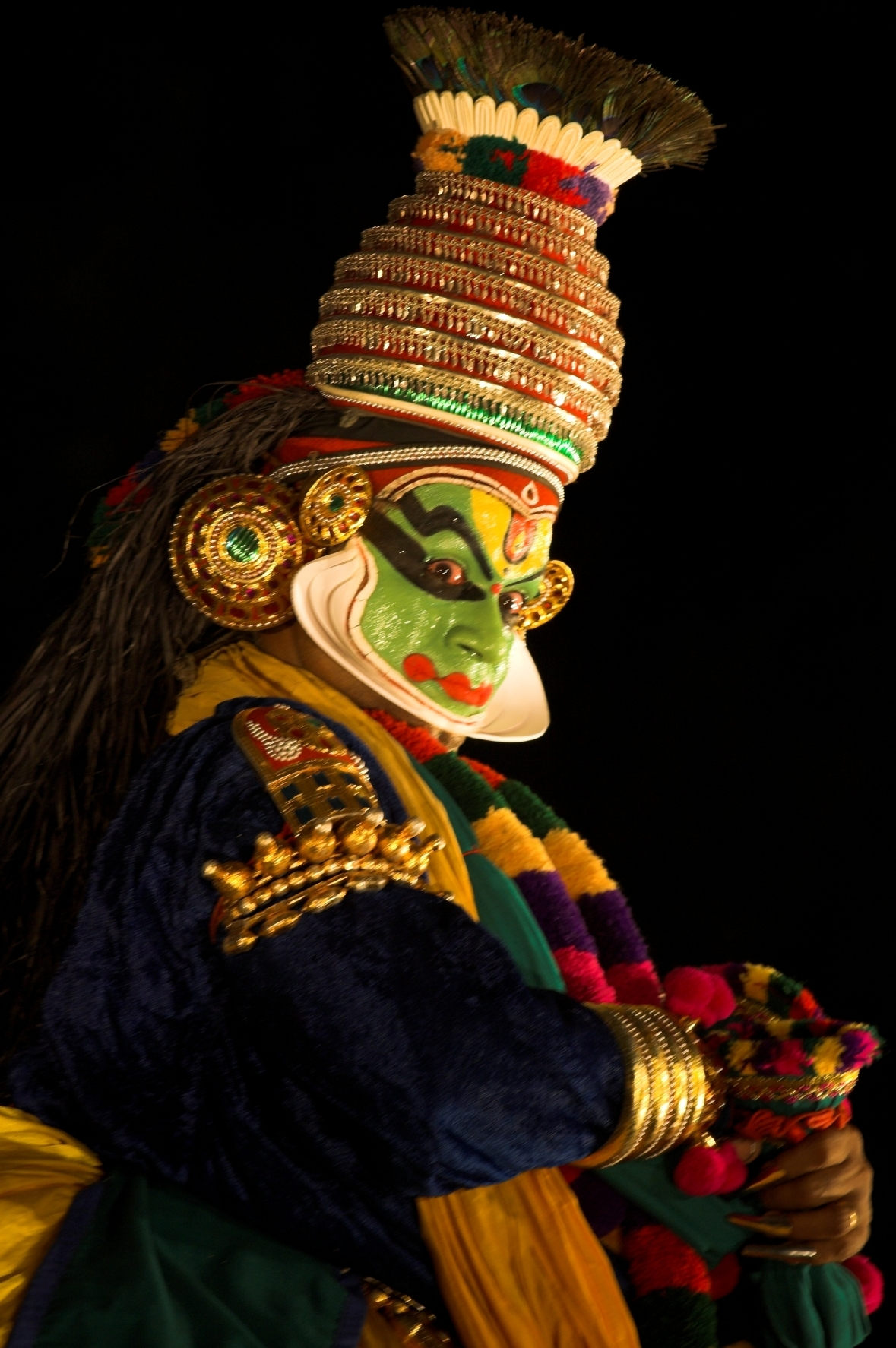
Théâtre Kathâkali

### Édition 2007
Elle a eu lieu du 6 mars au 6 avril.
Pratiques présentées :
- Théâtre chanté Mak Yong de Malaisie
- xylophones timbila des Chopi du Mozambique

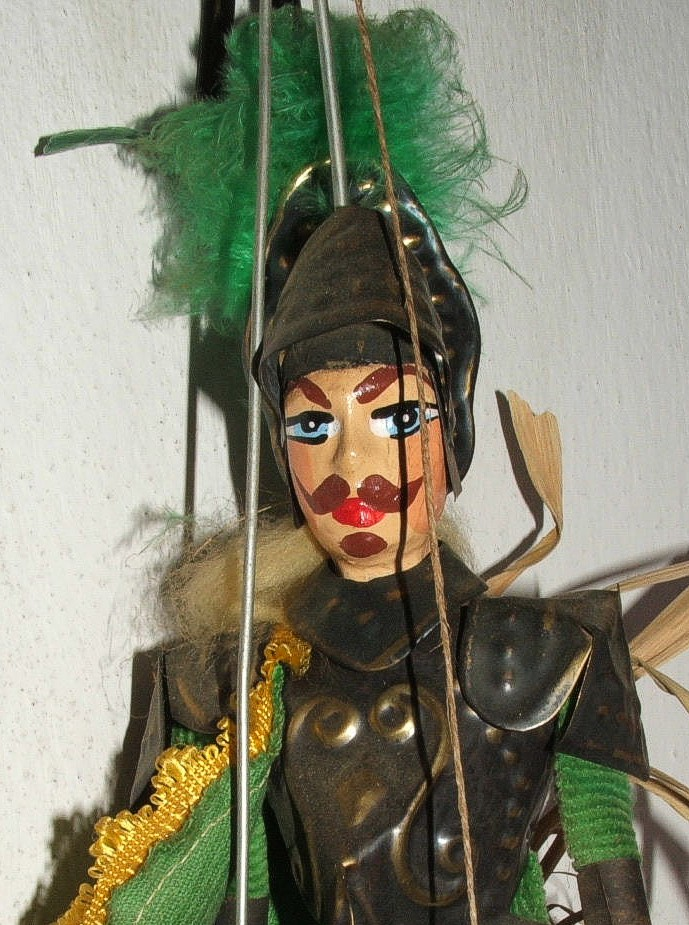
Marionnettes siciliennes

- vièles du Khorassan d'Iran
- chant mugham d'Azerbaïdjan
- Théâtre Kathakali d'Inde
- musique Shashmaqom d'Ouzbékistan

### Édition 2008
Elle a eu lieu du 12 mars au 18 avril.
Pratiques présentées :
- Marionnettes de Sicile
- chant Rabia al Adawiyya
- cérémonie Yeongsanjae de Corée
- concert de Beihdja Rahal (Algérie)
- concert de Naseer Shamma (Irak)
- concert de Alim Qasimov et Fargana Qasimova (Azerbaïdjan)
- musique Shashmaqom du Tadjikistan
- solo de Shakuhachi (Japon) par Yoshio Kurahashi

### Édition 2009
| Elle a eu lieu du 3 mars au 10 avril. Pratiques présentées : - Danses des masques Gule Wamkulu de Zambie - Musique Bagandas de l'Ouganda - Contes gallos d'Albert Poulain - Ballet Bedhaya d'Indonésie - Théâtre d'ombre Wayang de Java - Chant Tembang Sunda d'Indonésie - Bardes Ashik d'Azerbaïdjan - Chants soufis du Pakistan |

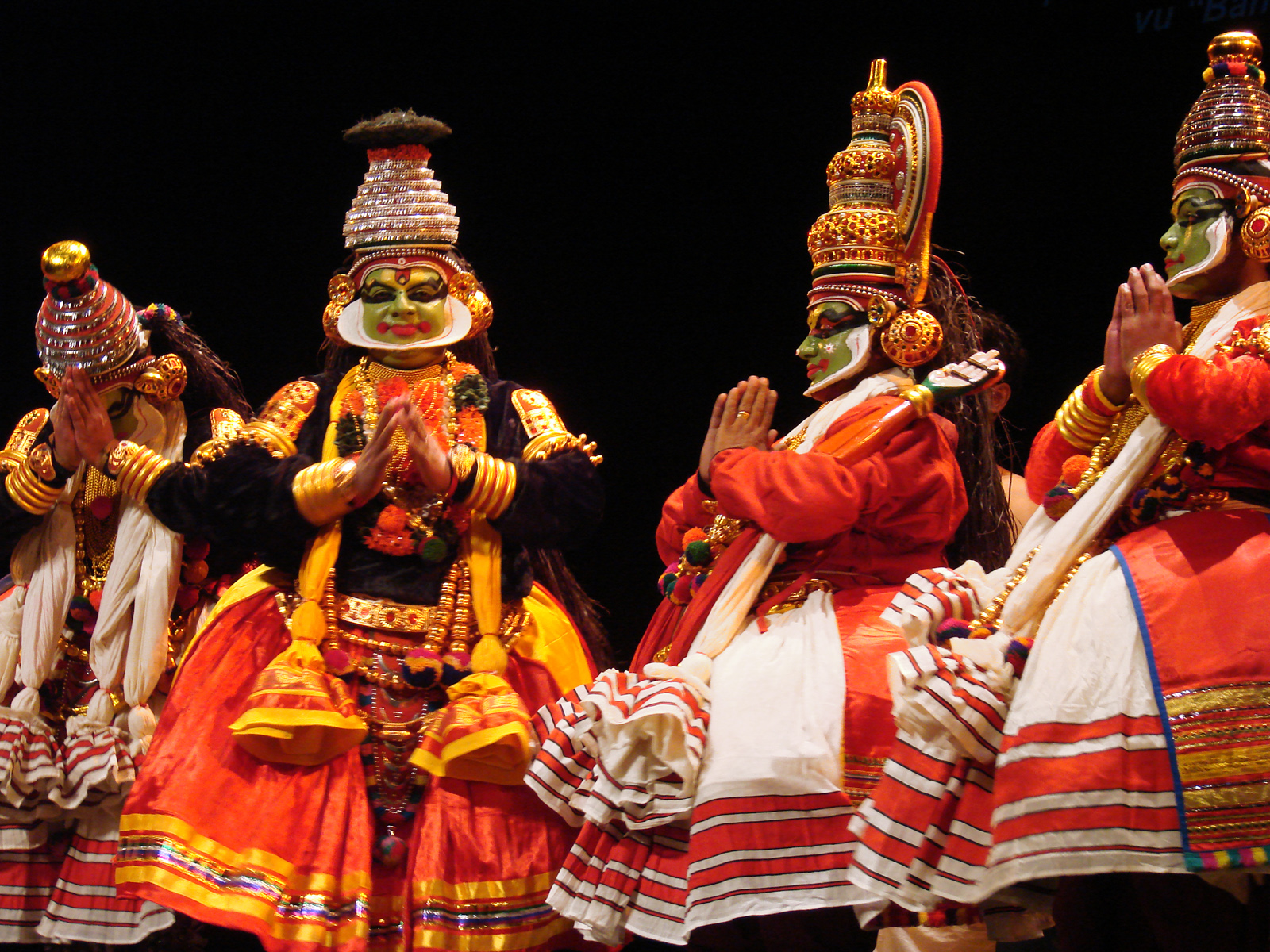
Krishnanattam

### Édition 2010
Elle a eu lieu du 3 mars au 25 avril.
Pratiques présentées : 
- Théâtre Krishnanattam du Kerala
- Danse Mohiniattam du Kerala
- Musique Mugham d'Azerbaïdjan
- Cérémonie des moines tibétains du monastère de Nechung,  avec Thubten Ngodup à l'Opéra Bastille[2]

### Édition 2011
| Elle a eu lieu du 10 mars au 15 juin. Pratiques présentées : - Le Théâtre Kyôgen du Japon - Le chant Tsugaru shamisen du Japon - Danses Sankirtana du Manipur - Les peintures Patta Chitra du Bengale - Musique aïta du Maroc - Chant Soufi du Yémen - Chant griot de Mauritanie - Musique carnatique d'Inde - Musique Wayãpi de Guyane - Cérémonie Narlgon de La Réunion - Chants et danses de Nuku Hiva des Îles Marquises |

### Édition 2012
Elle a eu lieu du 9 mars au 17 juin.
Pratiques présentées :
- Théâtre Bongsan Talchum de Corée
- Opéra Hat Chèo du Viêt Nam
- Musique Sinawi de Corée

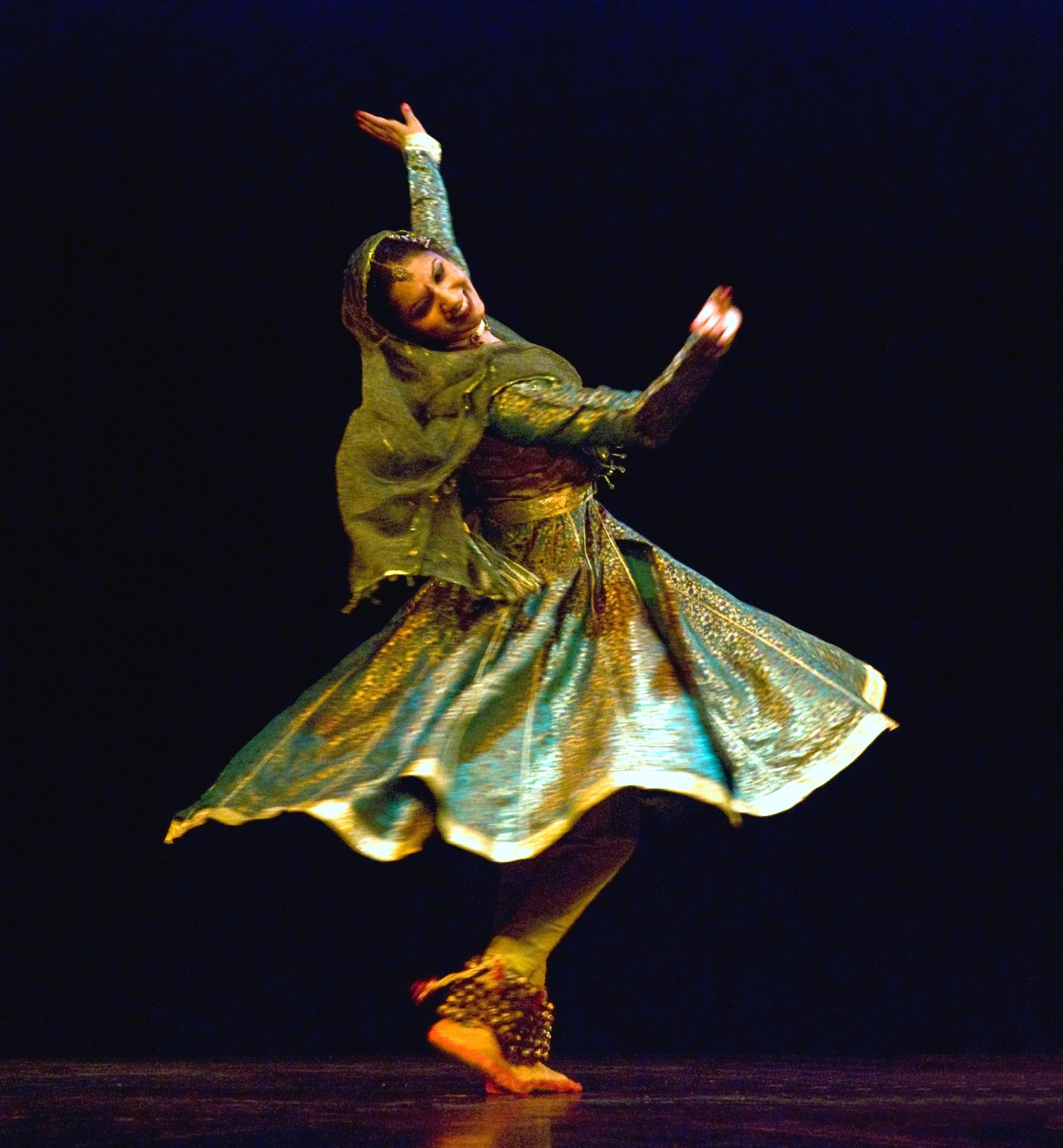
Danseuse de kathak

- Marionnettes Yakshagana du Karnataka
- Cérémonie soufie de Tirana
- Danse Kathak d'Inde
- Chants Sankirtana du Manipur

### Édition 2013
Elle a eu lieu du 20 mars au 29 juin.
Pratiques présentées : 
- Le théâtre d'ombres Wayang de Java

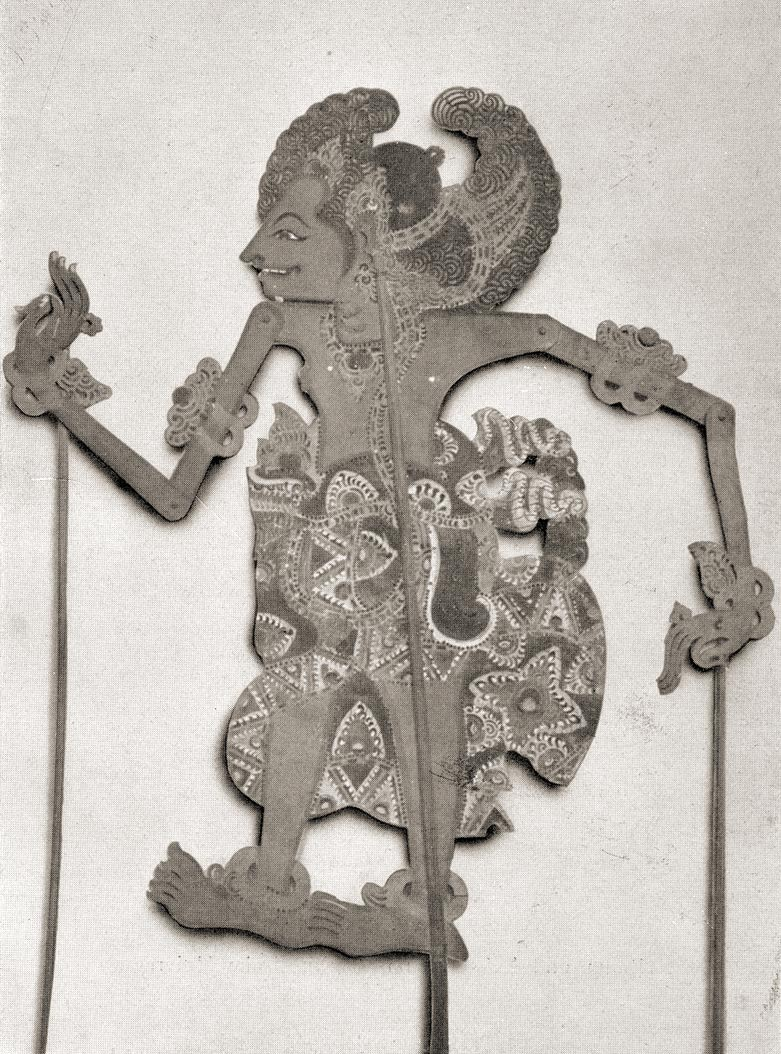
Marionnette de théâtre d'ombre

- Le théâtre Kagura du Mont Hayachine au Japon
- Le chant polyphonique géorgien, avec l'ensemble vocal Riho
- Sama, les chants et danses alévi de Turquie
- La musique Muqam Ouïghour
- La musique Maqâm Irakienne, avec Hamed al Saadi
- Le chant Gagok coréen, avec Kim Young-gi
- Le Théâtre Kyôgen du Japon
- Le Fest-noz breton, avec Loened Fall, Erik Marchand,
- Sema cérémonie soufie des Mevlevi
- Les masques Dogons au Mali, par la Société Awa de Sangha

### Édition 2014
Elle a eu lieu du 7 mars au 1er juin.
Pratiques présentées : 

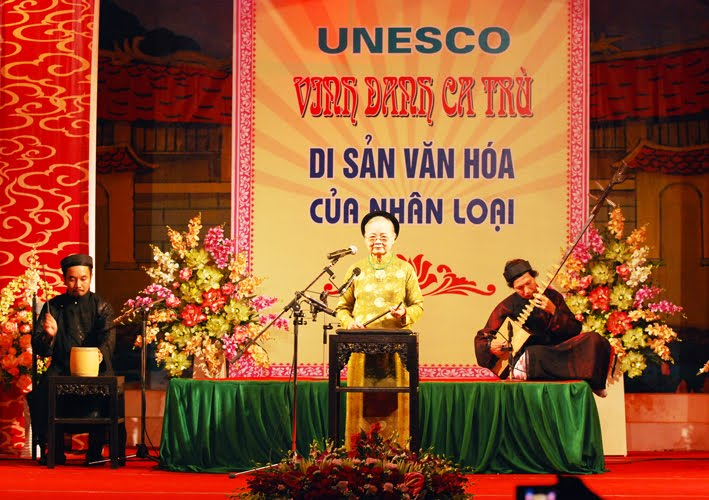
Ca trù

- Le chant traditionnel coréen Arirang, avec Lee Chun-Hee et Yu Ji-Suk
- Le chant traditionnel Vietnamien Ca Tru
- Le chant traditionnel Iranien Radif, avec Pantea Alvandipour
- Les chants et danses des pygmées Aka, avec l'ensemble Ndima

### Édition 2015
Elle a eu lieu du 9 octobre au 20 décembre.

### Édition 2016
Le 20e Festival de l'Imaginaire s'est déroulé du 2 octobre au 16 décembre. 33 ans après s'être vue confier le Théâtre de l'Alliance, la Maison des Cultures du Monde quitte les lieux et déploie ses activités dans toute la France. Le Festival part à la rencontre du public, non seulement parisien, mais également celui des villes et des communes de France pour contribuer à le sensibiliser à une meilleure connaissance de l'« autre ».

### Édition 2017
Le 21e Festival de l'Imaginaire s'est déroulé du 27 septembre au 22 décembre. Cette édition marque la passation, à la tête de la Maison des Cultures du Monde, entre Arwad Esber et Séverine Cachat, qui dirigeait déjà depuis 6 ans le Centre français du patrimoine culturel et immatériel. Le Festival poursuit son itinérance sur tout le territoire, tout en gardant un ancrage, même modeste, au Théâtre de l'Alliance.

### Édition 2018
La 22e édition du Festival de l'Imaginaire s'est déroulée du 29 septembre au 15 décembre 2018.

### Édition 2019
La 23e édition du Festival de l'Imaginaire s'est déroulée du 10 octobre au 31 décembre 2019.